# Nicolaas Perk
Nicolaas (Klaas) Perk (Dordrecht, gedoopt 29 april 1731  - Ameide, 22 april 1804) was chirurgijn en burgemeester van de Nederlandse plaats Ameide.
Perk werd in 1731 geboren als zoon van Johannes (Jan) Per(c)k en Willemina van der Mey (ook van der Bij). Hij vestigde zich als chirurgijn in Ameide en werd ook burgemeester van deze plaats. Perk behoorde in Ameide tot de patriotten. In 1795 was hij lid van het comité revolutionair. In 1798 werd Perk lid van de - uit vijf leden bestaande - municipaliteit van Ameide. Hij was een van de ondertekenaars van de verklaring van afkeer van het stadhouderlijk bewind, het federalisme, de aristocratie en de regeringloosheid in Ameide.
Perk trouwde op 29 mei 1757 te Ameide met Maria van Hattem, dochter van de meester-chirurgijn van Ameide Cornelis van Hattem en van Maria Couper. Perk overleed in april 1804, enkele dagen voor zijn 73e verjaardag. Hij werd op 27 april 1804 begraven in de kerk van Ameide.